# György Schwajda
György Schwajda (n. 24 martie 1943, Kispest, Regatul Ungariei, Ungaria – d. 19 aprilie 2010, Kaposvár, județul Somogy, Ungaria) a fost un dramaturg și director de teatru maghiar.

## Piese de teatru
- Bohóc (1966) (Clovnul)
- Mesebeli János (1973) (Ioan din poveste)
- Csoda (1978) (Miracolul)
- Segítség (1978, 1986) (Ajutor)
- Himnusz (1981) (Imn)
- A szent család (1984) (Familia sfântă)
- Mari (1986) (Mărioara)
- Száz év magány (după romanul lui Gabriel García Márquez)